# Dodge Charger (2024)
La Dodge Charger IV è un'autovettura full-size costruita dalla casa automobilistica statunitense Dodge dal 2024.
Si tratta della prima Dodge ad alimentazione elettrica, commercializzata come Charger Daytona.

## Descrizione

### Sviluppo e concept car

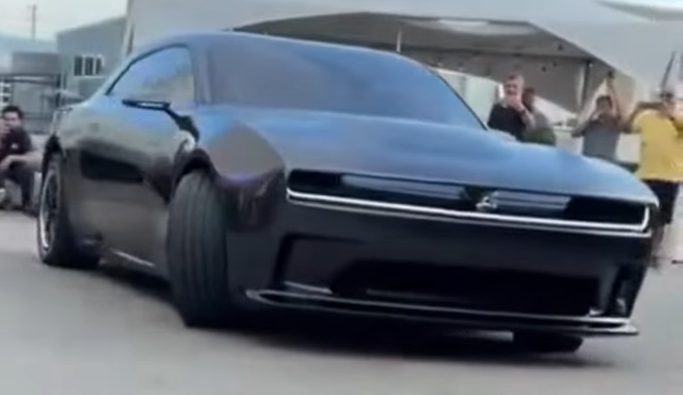
La concept car Dodge Charger Daytona SRT del 2022

La concept car completamente elettrica denominata Dodge Charger Daytona SRT è stata presentata il 17 agosto 2022 durante il terzo giorno dell'evento Dodge Speed Week a Pontiac in Michigan. Porta all'esordio un nuovo propulsore elettrico chiamato Banshee composto da tre motori elettrici, nonché la piattaforma modulare STLA Large.
Essendo assente il motore endotermico, è dotata di un sistema che simula il rumore di uno scarico chiamato Fratzonic Chambered, che può raggiungere 126 dB, rendendola rumorosa quanto una Dodge termica. Il sistema propaga il suono attraverso un amplificatore e una cassa di risonanza situata nella parte posteriore del veicolo. La Charger Daytona SRT è stata presentata in pubblico al SEMA nel novembre 2022.
Inizialmente la vettura doveva essere alimentata esclusivamente da propulsori elettrici, ma nell'agosto 2023 è stato annunciato che la versione di produzione della Charger avrebbe adottato anche un motore endotermico da 3.0 litri a 6 cilindri in linea a benzina biturbo della Jeep Grand Wagoneer, mentre la versione completamente elettrica si sarebbe chiamata Daytona.

### Versione di produzione
Il 5 marzo 2024 la Dodge Charger stradale in veste definitiva è stata presentata attraverso un evento stampa, nelle versioni berlina e coupé, portando al debutto la piattaforma STLA Large.
Le varianti elettriche adottano la nomenclatura Charger Daytona e sono disponibili in due versioni R/T e Scat Pack con rispettivamente 496 e 670 cavalli, entrambe alimentate da due motori elettrici uno per ogni asse che costituiscono un sistema a trazione integrale, il tutto alimentato da una batteria da 100,5 kilowattora lordi. I modelli con motore a combustione interna, chiamati Charger Six-Pack, sono alimentati da un motore Stellantis Hurricane 3.0 biturbo a 6 cilindri in linea con 420 o 550 cavalli, abbinati ad un cambio automatico ZF a 8 marce e alla trazione integrale permanente.
Oltre alla coupé a due porte, la Charger è disponibile anche come berlina a quattro porte.